# La candidata
La candidata – meksykańska telenowela z 2016 roku. Wyprodukowana przez Giselle González dla Televisy i emitowana na kanale Las Estrellas.

## Obsada
| Aktor                  | Rola                        |
| ---------------------- | --------------------------- |
| Silvia Navarro         | Regina Bárcenas             |
| Víctor González        | Gerardo Martínez            |
| Rafael Sánchez Navarro | Alonso San Román            |
| Susana González        | Cecilia Bárcenas            |
| Nailea Norvind         | Teresa Rivera               |
| Ari Telch              | Ignacio                     |
| Helena Rojo            | Natalia de San Román        |
| Patricio Castillo      | Omar San Román              |
| Luz María Jerez        | Noemí                       |
| Juan Carlos Barreto    | Mario Bárcenas              |
| Juan Carlos Colombo    | Morales                     |
| Verónica Langer        | Magda                       |
| Adalberto Parra        | Mauro Castillo              |
| Pilar Ixquic Mata      | Isela Aguilar               |
| Gilberto de Anda       | Almirón                     |
| Enrique Arreola        | Pacheco                     |
| Irineo Álvarez         | Larreta                     |
| José Carlos Ruiz       | Presidente del Senado       |
| Fabiola Guajardo       | Florencia                   |
| Fernanda Borches       | Daniela                     |
| Federico Ayos          | Emiliano San Román Bárcenas |
| Juan Martin Jáuregui   | Hernán                      |
| Karla Farfán           | Ximena Martínez Rivera      |
| Aleyda Gallardo        | Nieves                      |
| Ángel Cerlo            | Ochoa                       |
| Ricardo Crespo         | Javier                      |
| Bárbara Falconi        | Nayeli                      |
| Michelle González      | Marcia                      |
| Fabian Roblez          |                             |
| Aurora Clavel          |                             |